# Tsūtenkaku

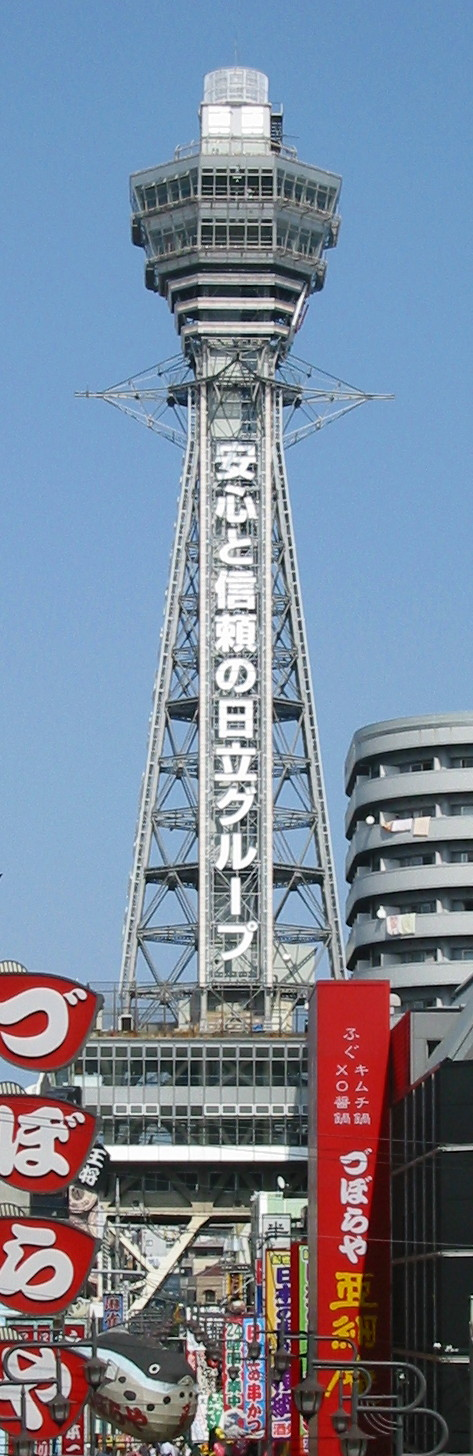
Tsūtenkaku, al districte Shinnekai a Osaka

Tsūtenkaku (通天 阁, "fregant el cel") és una torre i una estructura autoportant, de 103 metres d'alçada situada al barri de Shinsekai, al districte de Naniwa, a Osaka, Japó.

## Història de la torre
El 1912, el parc d'atraccions Luna Park construí una torre metàl·lica de 103,3 metres d'altura. A poc a poc es va convertir en un atractiu turístic nacional, i persones de tot Japó anaven a visitar la torre. A la mateixa s'accedia des d'un telefèric, que partia del sòl. Les cabines tenien forma de pagoda. A poc a poc va guanyar dos àlies: "la torre que frega al cel (Tsutenkaku)" i la "torre de la lluna".
Quan en la dècada del 1920 el telefèric va deixar de funcionar, es va obrir un ascensor a la base de la torre i la gent va continuar pujant. Però el 1943, es va desarmar la torre i es va fondre el seu material per utilitzar-lo per fabricar material per a arsenal de guerra. A més, és la va destruir per la idea que podria ser un gran esquer per als bombardejos americans.
Ja el 1956, Hitachi i l'ajuntament formaren la companyia Tsutenkaku Kankō Co Ltd, i es procedeix a construir novament la torre. Té exactament la mateixa altura, però un disseny diferent a l'anterior. El nou disseny és resistent a terratrèmols i tifons i, a més és, és més modern i es diferencia de l'anterior basat en la Torre Eiffel. Des de llavors, Hitachi patrocina la torre, i és molt típic veure els anuncis il·luminats. Aquests anuncis només es van apagar durant la crisi del petroli.

## Billiken
A la plataforma d'observació del cinquè pis es troba un altar dedicat a Billiken, un déu de la Felicitat o "de les coses com haurien de ser." Billiken, un famós ninot de començaments del segle xx, és una mena de divinitat hindú somrient creada per la nord-americana Florence Pretz, que va arribar al Japó cap a 1910 com a regal per a la ciutat d'Osaka, i l'hi va posar en un altar en el Luna Park quan el mateix va ser inaugurat. Quan el parc va tancar el 1923, l'estàtua de fusta de Billiken es va extraviar. En un intent per reviure l'atractiu de la torre, el 1979 es va fabricar una còpia de Billiken a partir d'una vella fotografia i la hi van situar en un santuari en el quart pis de la torre. L'estàtua de Billiken ha quedat molt associada amb la torre i és un símbol popular de bona sort. Cada any milers de visitants posen una moneda en la seva caixa de donacions i freguen la planta dels peus per ajudar que es compleixin els seus desitjos.

## Galeria

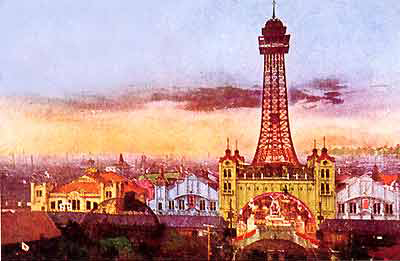
Shinsekai Luna Park, c. 1912.
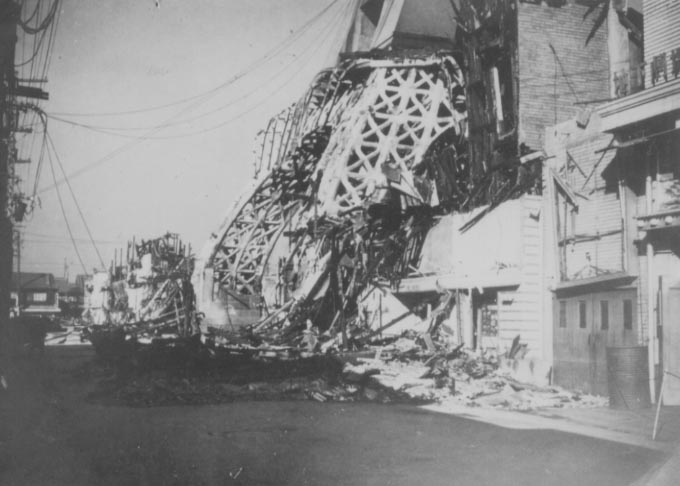
Incendi de la torre el 1943
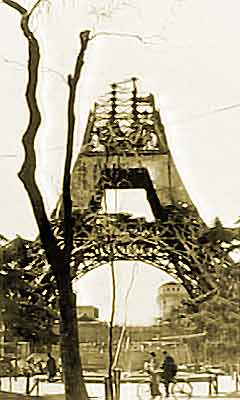
Demolició de l'antiga torre Tsutenkaku